# Antoni Capell i Boneu
Antoni Capell i Boneu (Tarroja de Segarra, Segarra, 1852 - ?, 1922) va ésser un important terratinent i batlle de Tarroja de Segarra, vocal de la Junta de Primera Ensenyança, vocal de la Junta de Sanitat del Districte, membre de la Junta del Repartiment Veïnal de Consums, contribuent associat a l'Ajuntament, jutge municipal i caporal del Sometent.
Signà el Missatge a la Reina Regent (1888) i fou delegat a les Assemblees de Manresa (1892), Reus (1893), Balaguer (1894), Olot (1895), Girona (1897), Terrassa (1901) i Barcelona (1904).
Col·laborà en el diccionari que preparava Mossèn Alcover.